# 한스 빈드
한스 헨리크 "핫세" 빈드(스웨덴어: Hans Henrik "Hasse" Wind: 1919년 7월 30일 - 1995년 7월 24일)는 핀란드의 공군 군인이다. 제2차 세계 대전에 참전했다.
1938년 조종사 훈련 과정에 자원하여 비행사 경력을 시작했다. 겨울전쟁 발발 당시 예비역 장교였으나 비행기가 없어서 비행 임무는 못 맡았다. 빈드는 정식 군인이 되기로 하고 1941년 6월 17일 중위로 임관했다. 1941년 8월 제24비행대대에 배속되어 계속전쟁에 참여했다. 브루스터 B239에 탑승하며 1941년부터 1943년 사이 39기의 적기를 격추했다. 1941년 9월 22일 폴리카르포프 I-15를 격추시킨 것이 빈드의 공인된 첫 격추이다. 1942년 8월 빈드와 그의 부대는 룀푀티로 이동하여 핀란드만 동부를 담당했다. 1942년 8월 빈드는 호커 허리케인 2기에 피격당했고, 4일 뒤 허리케인 1기와 폴리카르포프 I-16 2기에게 또 피격당했다. 1942년 말 기준 격추 수는 14.5기였다.
1943년 4월 5일 빈드는 일류신 Il-2 2기를 격추했다. 4월 14일에는 수퍼마린 스핏파이어 2기를 격추했다고 주장했으며, 4월 21일에는 야코블레프 Yak-1 2기를 단독 격추, 1기를 킨누넨(Kinnunen) 중사와 협공 격추했다.
빈드는 1943년 7월 31일에 한 번, 1044년 6월 28일에 또 한 번 총 2회 만네르헤임 십자장을 수훈받았다. 1943년 8월부터 제24비행대대는 메서슈미트 Bf 109G로 주력기체를 교체했다.
1943년 10월 19일 24세의 나이로 대위로 승진, 후방으로 물러나 신입 조종사들을 훈련시키는 일을 맡았다.
1944년 2월 전방으로 귀환하여 5월 27일 메서슈미트를 탑승하고 라보츠킨 La-5 2기를 격추하여 메서슈미트로 첫 공중전 승리를 거두었다. 1944년 6월 9일 카렐리야 지협에 대한 소련군의 공세가 시작되었다. 6월 13일 빈드는 메서슈미트 109 6기를 이끌고 페틀랴코프 Pe-2 경폭격기 편대를 공격했고 빈드 본인이 적 폭격기 4기를 격추시켰다. 다음날 벨 P-39 1기, 6월 15일에 일류신 IL-2M 1기, 그 다음날에 Pe-2 2기와 La-5 1기, 6월 19일에 P-39 2기와 LA-5 1기, 6월 20일에 La-5 2기와 Yak-9 2기, Pe-2 1기, 6월 22일에 스핏파이어 2기와 La-5 2기, 그 다음날 일류신 DB-3F 2기, 6월 25일 Yak-9 3기와 Yak-7 2기를 격추하는 등 6월 내내 연전연승을 이어갔다.
1944년 6월 28일, 빈드는 Yak-9, P-39 30여 기의 공격을 받았다. 빈드가 Yak-9 한 기를 격추시킨 직후 적의 P-39 한 기가 발사한 37 mm 탄이 조종석 장갑을 뚫고 폭발했다. 또다른 탄 하나가 왼쪽 어깨 뒤의 유리를 뚫고 계기판에 박혀 폭발했다. 빈드의 왼팔은 심한 부상을 입었으나 어찌어찌 비행을 계속하여 착륙에 성공해 목숨을 건졌다.
빈드는 이 부상이 완치된 뒤로는 더 이상 비행임무는 뛰지 않았다. 전쟁 종료 당시 빈드의 출격회수는 302회, 격추수는 75기로서 일마리 유틸라이넨에 이어 핀란드군 전체 2위이다.
1945년 8월 26일 결혼하여 5월 10일 공군에서 예편하고 헬싱키 상업학교에서 공부를 시작했다. 빈드는 1995년 7월 24일 사망했다. 사망 당시 아내는 생존 중이었으며 슬하에 자녀가 5명이었다.

## 참고 자료
- Keskinen, Kalevi; Stenman, Kari and Niska, Klaus. Hävittäjä-ässät (Finnish Fighter Aces) (in Finnish). Espoo, Finland: Tietoteas, 1978. ISBN 951-9035-37-0.
- Stenman, Kari and Keskinen, Kalevi. Finnish Aces of World War 2 (Aircraft of the Aces 23). Oxford, UK: Osprey Publishing, 1998. ISBN 1-85532-783-X.